# János Török
János Török (n. 27 decembrie 1843, Vinga, – d. 4 septembrie 1892, Tatranská Kotlina, Slovacia) a fost un avocat, primar al Timișoarei și comandant al poliției din Budapesta.

## Date biografice, studii
János Török s-a născut ca fiu al lui János și al Máriei (n. Thodorovits). Gimnaziul și liceul l-a urmat la Liceul Piarist din Timișoara, unde în 1862 și-a luat bacalaureatul. Apoi a studiat dreptul la Bratislava și la Budapesta. Stagiatura de notar și-o face între 1866–1869 la Vinga, din 1867 în biroul notarial al lui Nándor Riegler. În 1869 a venit la Timișoara, la biroul primarului Carol Küttel. În perioada primarului Franz Steiner (1872–1876) a fost notar-șef al Timișoarei.
În 1878 s-a căsătorit cu Leona Rieger din Gudurica.

## Primar al Timișoarei
În urma a câțiva ani de secetă situația economică din Timișoara s-a deteriorat, iar în 1876 primarul Steiner a demisionat. În locul lui a fost ales primar Török János.
În calitate de primar a achiziționat în interesul orașului o serie de proprietăți. Una a fost vechea primărie sârbească, în care funcționa și teatrul, iar în locul ei s-a construit Școala Superioară Regală de Stat. După ce în 1880 noua clădire a teatrului arsese, a cumpărat-o, inclusiv hotelul din clădire, și a organizat o societate pe acțiuni care să-l sprijine, ceea ce a permis reluarea activității teatrului (în limba maghiară) în numai doi ani. De asemenea, a organizat o cantină publică, și un fond de pensii. A continuat pavarea străzilor și a lărgit porțile de acces, care, din considerente militare, erau foarte mici și stânjeneau circulația. A ajutat sinistrații din Seghedin după inundațiile catastrofale din 1872.
În timpul său a fost finalizată construcția unui orfelinat, care ulterior va fi cunoscut ca „Orfelinatul Gisela”. Acesta a fost construit în Fabric, pe locul unde acum este Facultatea de Chimie-Biologie-Geografie a Universității de Vest. Construcția a început în 1872 și finalizată în 1878, dar și-a deschis porțile încă din 1877.
Cea mai mare realizare a sa a fost introducerea iluminatului public electric, făcând din Timișoara la 12 noiembrie 1884 primul oraș din Europa care avea străzile iluminate electric. În 1882 a renunțat să prelungească contractul unei firme de iluminare a străzilor cu gaz de iluminat și a preferat oferta firmei Anglo-Austrian Bruch Electrical Company Ltd. S-au instalat 731 de lămpi, rețeaua stradală având o lungime de 59 km.

## Comandant al poliției din Budapesta
În 1885 a fost numit comandant al poliției din Budapesta și însărcinat cu elaborarea unei legislații care să reformeze poliția din Ungaria. A organizat servicii noi, ca secția de detectivi, evidența criminalității și serviciul de presă. În urma rezultatelor obținute a fost numit în 1886 consilier ministerial.
În 1892 a mai făcut o vizită în Timișoara, dar în toamna acelui an a decedat la vila sa de vacanță de la Tatranská Kotlina, în urma unei crize cardiace. Prin grija consiliului municipal, trupul său a fost adus în Timișoara și îngropat în cimitirul din Calea Lipovei, unde se odihnește și astăzi.
La 3 august 2009 a fost dezvelit pe Aleea Personalităților din Timișoara un bust al său, realizat de Szakáts Béla (hu).